# Paramelomys lorentzii
Paramelomys lorentzii és una espècie de mamífer rosegador de la família dels múrids. Viu a altituds d'entre 0 i 1.500 msnm a Indonèsia i Papua Nova Guinea. Els seus hàbitats naturals són els boscos de plana i de galeria. Es creu que no hi ha cap amenaça significativa per a la supervivència d'aquesta espècie, encara que el seu medi està afectat per la tala d'arbres. L'espècie fou anomenada en honor de l'explorador neerlandès Hendrikus Albertus Lorentz.